# Metoda Ritza
Metoda Ritza – metoda przybliżonego rozwiązywania zagadnień wariacyjnych, w szczególności w sytuacji gdy odpowiednie równania Eulera-Lagrange’a (wyznaczające ekstremale danego funkcjonału) są trudne do scałkowania. W mechanice kwantowej jest to jedna z metod rozwiązania równania Schrödingera. Nazwa metody pochodzi od nazwiska szwajcarskiego fizyka Walthera Ritza.

## Opis metody
Metoda Ritza jest szczególnym przypadkiem metody wariacyjnej. W tej metodzie wprowadza się do funkcji próbnej dodatkowe parametry wariacyjne, gdyż wówczas łatwo jest obliczyć ich optymalne wartości.
Niech funkcja próbna będzie w postaci:
{\displaystyle \varphi =\sum \limits _{p=1}c_{p}\chi _{p}.}
gdzie funkcja {\displaystyle \chi _{p}} jest znana i nie jest ortonormalna. Wybór tej funkcji jest w zasadzie dowolny – powinien jedynie umożliwiać otrzymanie takiego rozmieszczenia cząstek, jakiego spodziewać się można po przesłankach fizycznych i chemicznych danego układu. Po podstawieniu powyższego równania do równania znanego z metody wariacyjnej
{\displaystyle \epsilon ={\frac {\int \varphi ^{*}{\hat {H}}\varphi d\tau }{\int \varphi ^{*}\varphi d\tau }}}
otrzyma się następujące równanie:
{\displaystyle \epsilon \sum \limits _{q=1}^{N}\sum \limits _{r=1}^{N}c_{r}^{*}c_{q}S_{rq}=\sum \limits _{q=1}^{N}\sum \limits _{r=1}^{N}c_{r}^{*}c_{q}H_{rq},}
gdzie:
{\displaystyle S_{rq}=\int \chi _{r}^{*}\chi _{q}d\tau \quad {}} oraz {\displaystyle {}\quad H_{rq}=\int \chi _{r}^{*}{\hat {H}}\chi _{q}d\tau .}
Należy teraz znaleźć minimum {\displaystyle \epsilon } ze względu na współczynniki {\displaystyle c^{*}} i {\displaystyle c.} Są one liczbami zespolonymi, zatem istnieje {\displaystyle 2N} parametrów i można traktować je jako parametry niezależne. Różniczkując powyższe równanie względem {\displaystyle c_{p}^{*}{:}}
{\displaystyle {\frac {\partial \epsilon }{\partial c_{p}^{*}}}\sum \limits _{q=1}^{N}\sum \limits _{r=1}^{N}c_{r}^{*}c_{q}S_{rq}+\epsilon \sum \limits _{q=1}^{N}c_{q}S_{rq}=\sum \limits _{q=1}^{N}\sum \limits _{r=1}^{N}c_{q}H_{rq}.}
Do znalezienia ekstremum trzeba założyć, że {\displaystyle {\frac {\partial \epsilon }{\partial c_{p}^{*}}}=0.} Zatem minimalną wartość {\displaystyle \epsilon ,} oznaczoną jako {\displaystyle E,} otrzyma się z równania:
{\displaystyle \sum \limits _{q=1}^{N}c_{q}(H_{pq}-ES_{pq})=0,}
dla {\displaystyle p=1,} {\displaystyle 2,\dots ,} {\displaystyle N.}
Powyższy układ równań ma proste rozwiązanie {\displaystyle c_{n}=0} dla wszystkich {\displaystyle n.} Aby układ jednorodny nie miał jednego prostego rozwiązania, wyznacznik zbudowany ze współczynników przy niewiadomych musi być zerowy:
{\displaystyle |H_{pq}-ES_{pq}|=0.}
Jest to równanie stopnia {\displaystyle N.} Z tego powodu ma ono {\displaystyle N} pierwiastków dla niewiadomej {\displaystyle E.} Wstawiając określony pierwiastek {\displaystyle E_{1},E_{2},\dots ,E_{N}} do ww. równania, można otrzymać rozwiązania poprzez znalezienie współczynników {\displaystyle c_{q},} dla danej wartości energii {\displaystyle E_{i}.} Jeśli zatem {\displaystyle E_{i}} jest najmniejszym pierwiastkiem, to odpowiada on stanowi podstawowemu układu, a współczynniki {\displaystyle c_{i}} określają funkcję falową:
{\displaystyle \varphi =\sum \limits _{p=1}c_{i}\chi _{q}.}